# Anna d'Habsburg (1280-1327)
Anna d'Habsburg, (Viena 1275/80-1327), filla primogènita de l'emperador Albert I d'Habsburg i d'Elisabet de Tirol, i serà educada en la cort per ser casada, com era el habitual en la seva època per a les dones.

## Biografia

### Família
Els seus germans més notables van ser Rodolf I de Bohèmia, Frederic el Bell, Leopold I duc d'Àustria, Albert II d'Àustria, el duc Otó d'Àustria i Agnès, reina d'Hongria.
Els avis materns d'Ana eren Meinard II de Gorízia-Tirol, duc de Caríntia, i la seva esposa Elisabet de Baviera, reina d'Alemanya. Els seus avis paterns van ser Rodolf I d'Habsburg i la seva primera esposa, Gertrudis de Hohenberg. Les seves ties paterns i oncles incloïen a Rodolf II duc d'Àustria, Matilde, duquessa de Baviera, Clemència, reina d'Hongria, i Judit, reina de Bohèmia.

### Primer matrimoni
Anna es va casar en primeres noces el 1295 a Graz, amb Herman, marcgravi de Brandenburg-Salzwedel. Van tenir quatre fills: 
1. Judit de Brandenburg (1301-1353), hereva de Coburg, casada amb el comte Enric VIII de Henneberg
2. Joan (1302-1317), va succeir al seu pare, però va morir jove
3. Matilde de Brandenburg (morta en 1323) es va casar amb Enric IV el Fidel
4. Agnès de Brandenburg (1297-1334), hereva d'Altmark (Antiga Marca), es va casar amb el marcgravi Valdemar de Brandenburg, (1281-1381) i el 1319 amb el duc Otó de Brunswick-Gotinga (1290-1344).

En 1308, Herman va morir, i el seu fill Joan el va succeir.

### Segon matrimoni
En 1310 Anna es va casar amb Enric VI de Silesia, duc de Breslàvia, fill d'Enric V el Gros i la seva esposa Isabel de Kalisz.Van tenir tres filles: 
1. Elisabet de Brieg (c. 1311-20 de febrer 1328), es va casar abans de 10 de gener 1322 amb el duc Conrad I d'Oleśnica.
2. Eufèmia de Brieg (Ofka) (vers 1312 - 21 de març posterior a 1384), es va casar abans de 29 de novembre de 1325 amb el duc Boleslau el Vell de Niemodlin (Falkenberg).
3. Margarita de Brieg (vers 1313 - 8 de març 1379), abadessa de Santa Clara en Breslàvia (1359).

Anna va morir el 19 de març de 1327 a Legnica. Va deixar al seu marit vidu, i no havia pogut tenir un fill home. Quan el seu marit va morir deu anys més tard, el ducat de Breslau o Breslavia es va fusionar amb la corona de Bohèmia.